# Chad McQueen
Pour l’article homonyme, voir McQueen.
Chadwick Steven McQueen, dit Chad McQueen, né le 28 décembre 1960 à Los Angeles en Californie et mort le 11 septembre 2024 à Palm Desert (Californie), est un acteur, producteur et pilote automobile américain.

## Biographie
Chad McQueen est le fils de Steve McQueen et de l'actrice Neile Adams. Il a été marié à Stacey Toten de 1987 à 1990. Ensemble, ils sont parents de Steven R. McQueen qui joue le rôle de Jérémy Gilbert dans la série télévisée Vampire Diaries. Chad est, par le remariage de son père avec Ali MacGraw, le demi-frère du réalisateur Josh Evans. Chad s'est remarié à Jeanie Galbraith en 1993. Ils sont parents de Chase McQueen (né en 1995) et Madison McQueen (née en 1997).

### Carrière d'acteur
Chad McQueen a travaillé comme acteur de cinéma pendant un certain temps, apparaissant en tant que Dutch dans The Karate Kid en 1984 et The Karate Kid Part II en 1986, et de nombreux autres rôles, dont un rôle dans le film de 1993 New York Cop avec Mira Sorvino et dans l'action filme Red Line dans le rôle de Jim et Death Ring. Il a également travaillé comme producteur, remportant un prix Telly pour son documentaire Filming at Speed. Il est apparu dans de nombreux programmes télévisés liés aux sports mécaniques, notamment Hot Rod TV et Celebrity Rides. Des tentatives ont été faites pour qu'il reprenne son rôle de personnage néerlandais dans la deuxième saison de la série YouTube Cobra Kai, mais des engagements envers sa société, McQueen Racing, ajoutés au fait que McQueen n'est plus intéressé à jouer, l'ont empêché.
Avec sa mère, il est l'un des principaux liens du documentaire de Gabriel Clarke (en) et John McKenna (en) intitulé Steve McQueen: The Man & Le Mans (en) (sorti le 4 novembre 2015 France).

### Carrière de pilote
Le goût pour la course de Chad McQueen commence au volant d'une Porsche 917 pilotée sur les genoux de son père lors du tournage du film Le Mans.
Sa carrière de pilote professionnel a débuté au Sports Car Club of America (SCCA). McQueen a participé à plusieurs types de courses, du motocross à la Baja 1000. 
En 2004, il fait équipe avec Jacky Ickx et sa fille Vanina, au volant de trois Porsche 959 restaurées par Porsche Motorsport lors du festival de vitesse de Goodwood. Toujours en 2004, il s'est qualifié pour les éliminatoires de la SCCA, remportant plusieurs événements. Courant pour Westernesse Racing, il a terminé quatrième.
Le 7 janvier 2006, il se blesse grièvement sur Porsche 996 GT3 Cup lors des essais du Daytona International Speedway en percutant un mur, en vue de disputer ses secondes 24 Heures de Daytona. Chad McQueen dit alors que ses jours de conduite sont terminés. Il est retourné à Daytona lors de la course Rolex 24 Hours of Daytona 2007 pour remercier les médecins et les travailleurs de la piste qui, selon lui, lui ont sauvé la vie. Plus tard, il a déclaré qu'il voulait devenir propriétaire d'une équipe.
En novembre 2007, il est retourné au Daytona International Speedway et a pris le volant de la Brumos 1975 Ecurie Escargot RSR, la conduisant dans les expositions de la Porsche Rennsport Reunion III.
En janvier 2010, il a lancé McQueen Racing, LLC, une entreprise qui s'associe aux leaders des industries de la moto et de la voiture personnalisée pour le développement de voitures, motos et accessoires personnalisés hautes performances en édition limitée.

### Mort
Chad McQueen meurt le 11 septembre 2024 d'une insuffisance d'organe dont il souffrait depuis une chute en 2020.

### Vie privée
Chad McQueen est sorti avec Jill Henderson White Pasceri dans les années 1980, une cavalière équestre et entraîneur de chevaux de l'USEF. Jill est la fille du tromboniste Jimmy Henderson. Il a été marié à Stacia Toten (qui a épousé plus tard Luc Robitaille, membre du Temple de la renommée du hockey) de 1987 à 1990. Le couple a eu un fils, l'acteur Steven R. McQueen (né en 1988), qui était un habitué des séries télévisées The Vampire Diaries et Chicago Fire. McQueen a épousé Jeanie Galbraith en 1993. Ils ont deux enfants : Chase McQueen (née en 1995) et Madison McQueen (née en 1996).

## Filmographie

### Cinéma
- 1978 : Skateboard : un skateboarder
- 1983 : Hadley's Rebellion : Rick Stanton
- 1984 : The Karate Kid : Dutch
- 1985 : La Fièvre du jeu (Fever Pitch) : un prisonnier
- 1985 : The Fascination
- 1986 : The Karate Kid 2 : Dutch
- 1987 : Nightforce
- 1991 : Martial Law : Sean Thompson
- 1992 : Death Ring : Skylord Harris
- 1992 : Where the Red Fern Grows: Part Two : Rainie Pritchard
- 1993 : New York Cop : Hawk
- 1994 : Firepower : Darren Braniff
- 1994 : Jimmy Hollywood : un partenaire d'audition
- 1994 : Indecent Behavior II : Darrell Martine
- 1994 : Sexual Malice : David
- 1994 : Bullet II : Bullet
- 1994: Possessed by the Night : Gus
- 1995 : La Traque (Number One Fan) de Jane Simpson : Zane Barry
- 1996 : Red Line : Jim
- 1996 : Squanderers : John
- 1998 : Papertrail : William Frost
- 1998 : Surface to Air : lieutenant Dylan Massin
- 2001 : The Fall : Manny Carlott

### Télévision
- 1984 : V (série TV) : Dean Boddicker
- 1994 : Search and Rescue (téléfilm) : Dean

### Producteur
- 1993 : Death Ring
- 2001 : The Fall

## Récompenses
En tant que producteur du documentaire Filming at Speed, Chad McQueen a reçu un Telly Award en 2002.